# Balerdi
Balerdi, aussi nommée Mallozarra est une montagne du massif d'Aralar en Espagne. Culminant à 1 193 m d'altitude, elle est située entre les provinces du Guipuscoa et de Navarre.